# Uliana Kliueva
Uliana Kliueva (n. 30 iunie 2002, Volgograd, Regiunea Volgograd, Rusia) este o săritoare în apă ce a reprezentat Rusia. A participat la competiții asociate Jocurilor Olimpice în care a câștigat o medalie de argint.